# Tantita
La tantita és un mineral de la classe dels òxids. Rep el nom pel seu contingut en tàntal.

## Característiques
La tantita és un òxid de fórmula química Ta₂O₅. Va ser aprovada com a espècie vàlida per l'Associació Mineralògica Internacional l'any 1982. Cristal·litza en el sistema triclínic. És un mineral incolor de lluïssor adamantina. La seva duresa a l'escala de Mohs és 7. Segons la classificació de Nickel-Strunz, la tantita pertany a «04.EA: Òxids i hidròxids amb proporció Metall:Oxigen =< 1:2".

## Formació i jaciments
Va ser descoberta al Mont Vasin-Myl'k, a la península de Kola, dins l'óblast de Múrmansk (Districte Federal del Nord-oest, Rússia). També ha estat descrita en altres tres indrets: a les pegmatites de Dawn View, al comtat de Coolgardie (Austràlia Occidental); a la mina Afton, a la localitat de Kamloops, situada a la Colúmbia Britànica (Canadà); i a les pegmatites d'Animikie Red Ace, a la localitat de Fern, a l'estat de Wisconsin (Estats Units).